# Anillos de Santa Cruz de la Sierra

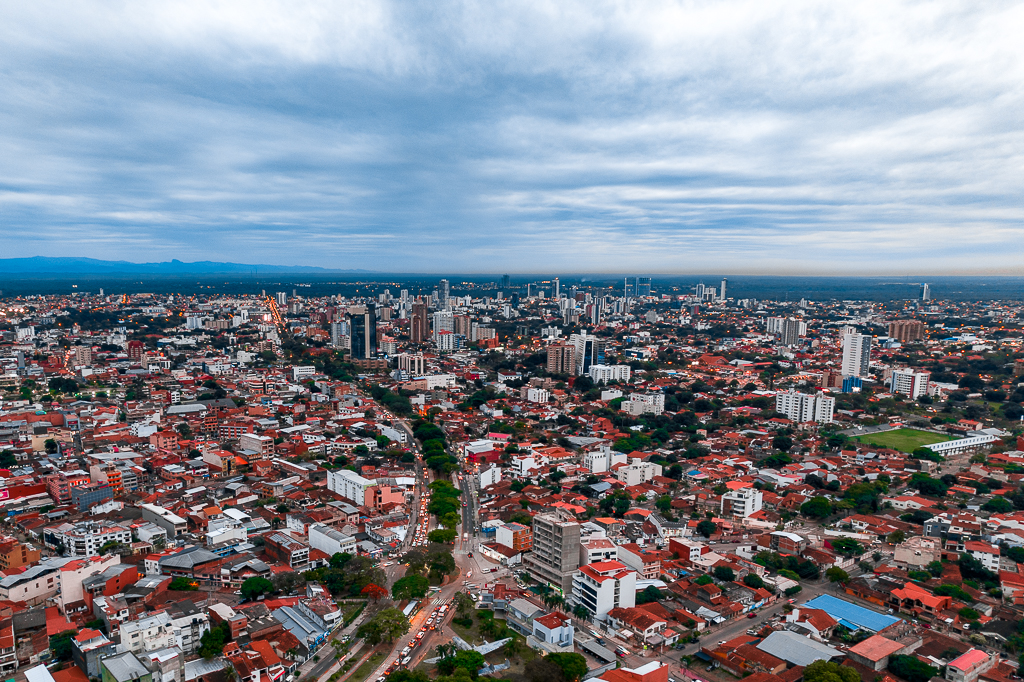
Vista aérea de Santa Cruz desde el primer anillo (esa calle rodeada de vegetación).

Los Anillos de Santa Cruz de la Sierra son un sistema vial de avenidas circundantes de los cuales nacen otras avenidas llamadas "radiales", que se dispersan en múltiples direcciones en la ciudad de Santa Cruz de la Sierra, Bolivia. Cada uno de los anillos tiene una distancia de 1 a 2 km entre sí, y 27 radiales que nacen desde el primer anillo para cruzar toda la ciudad.

## Historia
En 1915, se dictaminó la apertura de una Avenida de Circunvalación de 20 metros de ancho alrededor de la ciudad, marcando el inicio de la estructura de anillos concéntricos. Sin embargo, fue en la década de 1960 cuando se consolidó esta trama urbana.
Durante este período, se desarrolló el "Plan Techint", diseñado por el urbanista alemán Philip Lohbauer y adaptado localmente por el arquitecto Carlos González Lack. Este plan, basado en el concepto de ciudad jardín, propuso una estructura radioconcéntrica con anillos y avenidas radiales para organizar el crecimiento urbano de Santa Cruz de la Sierra. 

## Anillos

### Primer Anillo
El primer anillo, llamado también "Casco viejo", fue originado en 1915 y corresponde al centro histórico de la ciudad, donde se encuentra la Plaza 24 de Septiembre. Este sector conserva el trazado colonial original, con calles en cuadrícula y edificios emblemáticos como la Catedral Metropolitana.

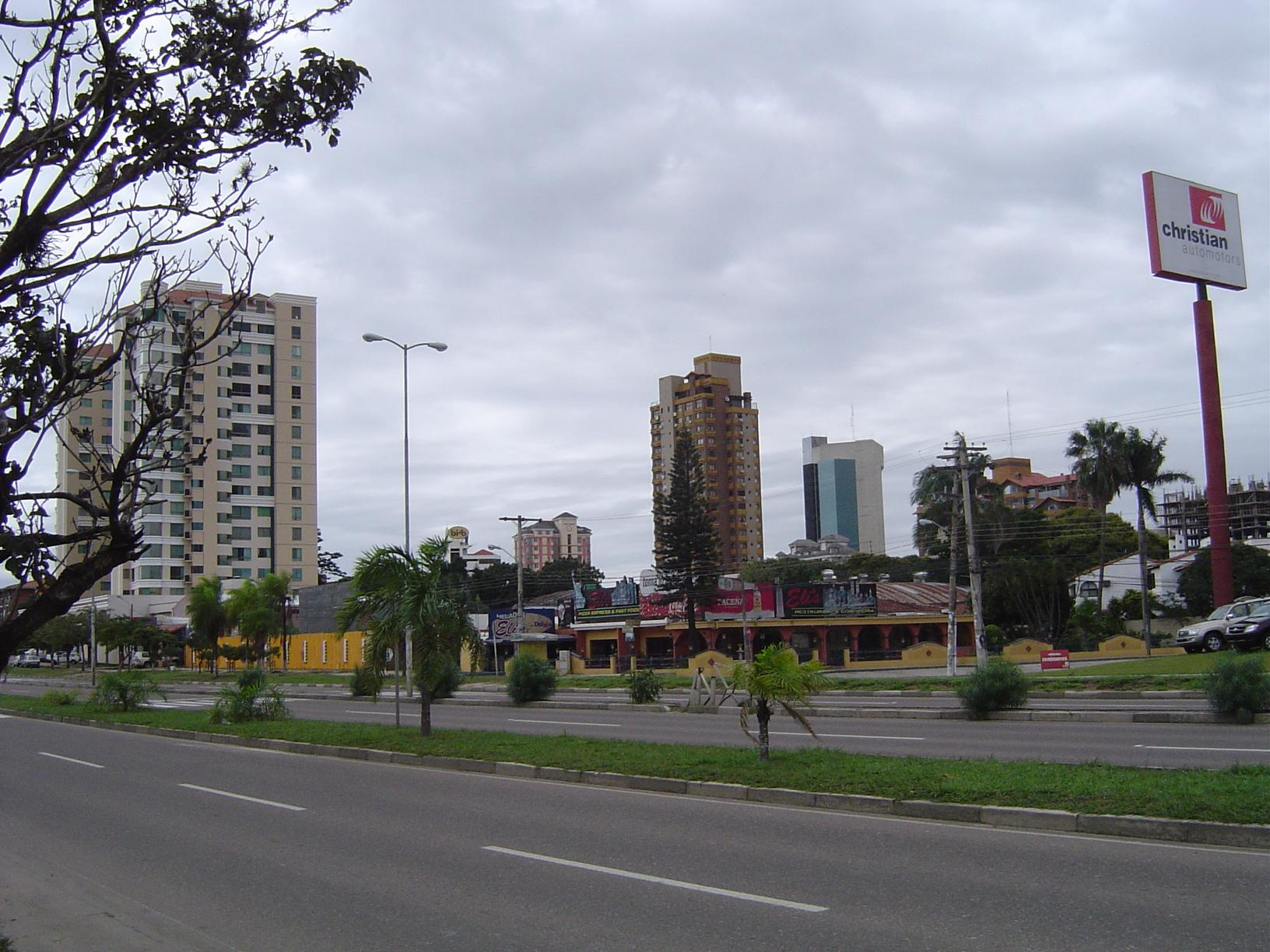
Segundo anillo.

### Segundo Anillo
Se desarrolló en 1915 como parte del Plan Techint, el anillo es una vía de circunvalación que rodea el centro histórico, facilitando el acceso a barrios residenciales y áreas comerciales emergentes. El Segundo Anillo se convirtió en un símbolo de la ciudad y es testigo y luchas cívicas y regionales. En la circunvalación del segundo anillo se encuentra el monumento al Cristo Redentor.

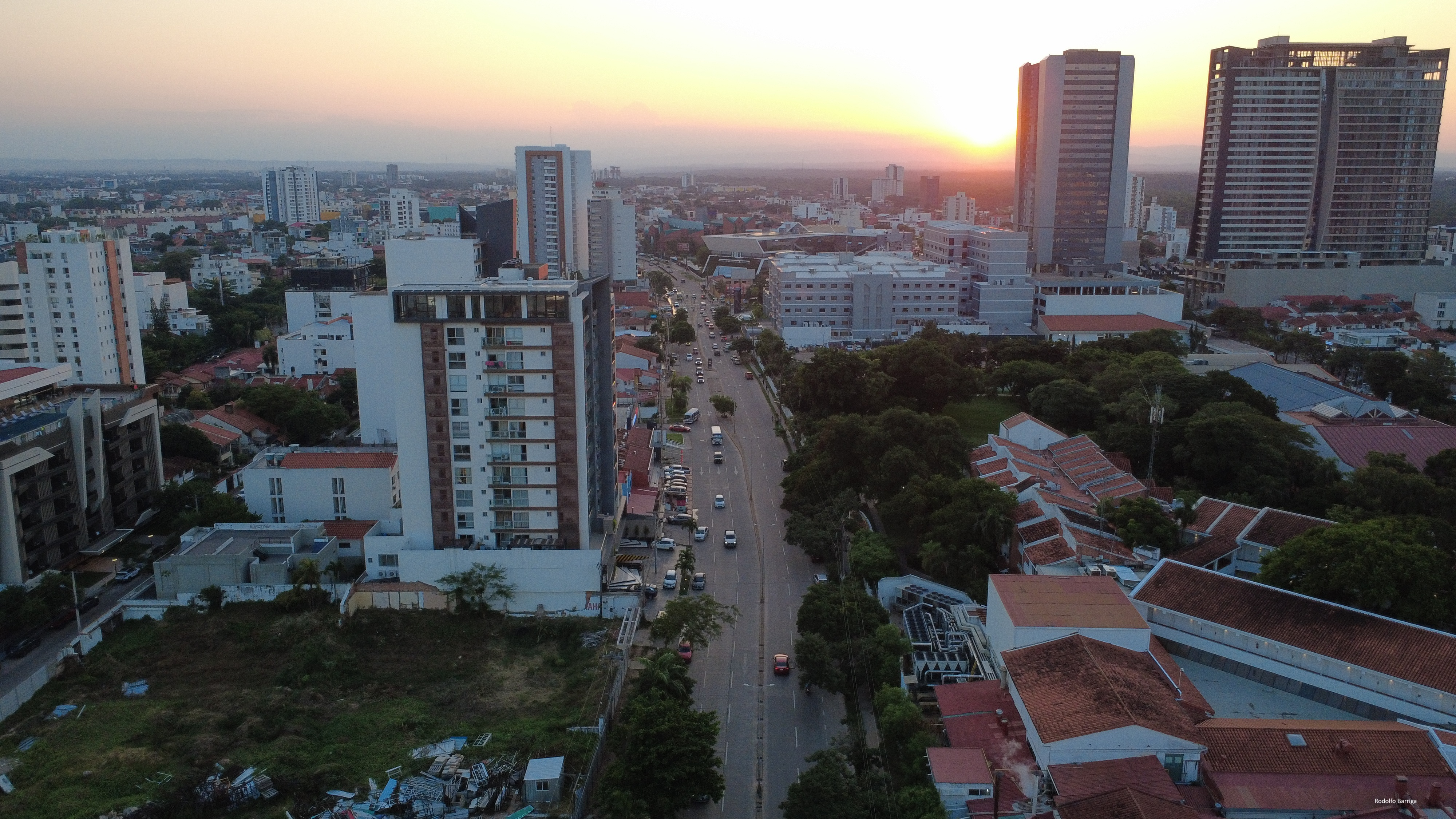
Tercer anillo.

### Tercer Anillo
El tercer anillo empezó como un anillo de 30 metros de ancho. Se pensó en ampliarlo en el centro para que pudiera tener un camellón que albergara el equipamiento terciario necesario para la ciudad y las nuevas unidades vecinales. Este camellón se expandió a 140 metros, el cual ahora contiene instalaciones como hoteles, hospitales, universidades, centros comerciales, mercados y clubes deportivos.

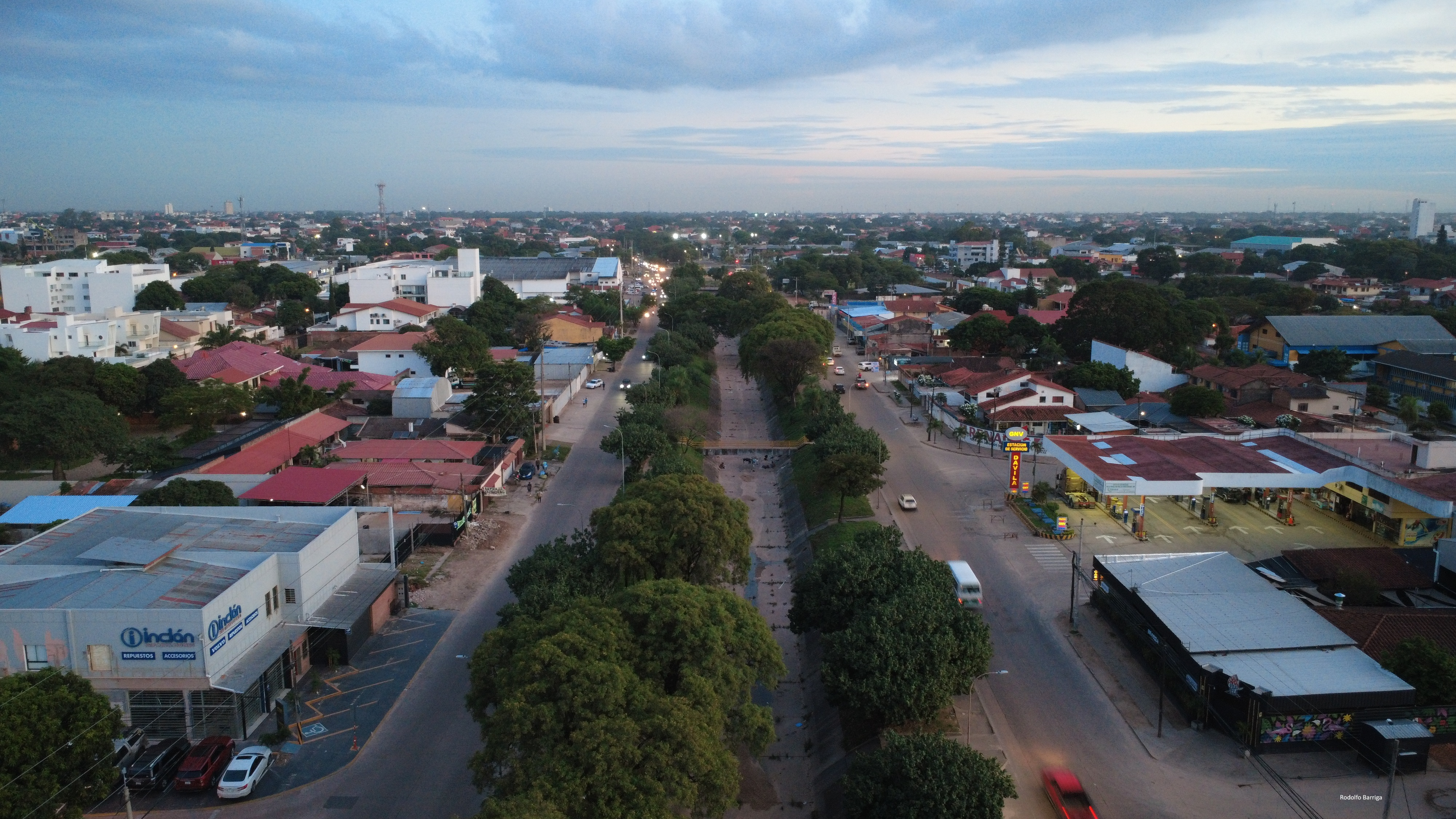
Cuarto anillo.

### Cuarto Anillo
El cuarto también fue bautizado en 1989, entre las avenidas Roca y Coronado y Cristo Redentor. Actualmente, el Cuarto Anillo es una zona de intensa actividad comercial y residencial, con el Ventura Mall como uno de sus principales atractivos. Una obra destacada en su desarrollo fue la construcción de un túnel bajo la pista del Aeropuerto El Trompillo, que permitió la continuidad del anillo en la zona sur.

### Quinto Anillo
El quinto anillo fue inaugurado el 27 de noviembre de 2014, con el fin de mejorar el tráfico vehicular. Este anillo se caracteriza por tener arte grafiti en la mayoría de sus paredes.

### Sexto Anillo
El sexto anillo está consolidado en el norte desde el canal Perovélez, que bordea las lagunas de saguapac. El anillo también hace conexión con el parque ecológico y el río Piraí.

### Séptimo Anillo
El séptimo anillo hace conexión con dos rutas importantes del país, la Ruta 4 y la Ruta 9. En el anillo se encuentra el cambódromo, utilizado para los eventos culturales crucero como ser el corso del carnaval.

### Octavo Anillo
El octavo anillo se extiende por las zonas de Yabog y El Paquió. Se ubica entre las avenidas Radial 10 y Libertadores y el Distrito Municipal 5.

### Noveno Anillo
El noveno anillo es una de las zonas más dinámicas y modernas de Santa Cruz, con una variedad de centros comerciales y aéreas residenciales de alto nivel. El noveno anillo ha experimentado un rápido crecimiento en la ciudad en los últimos años.

### Décimo Anillo
El décimo anillo aún no está completamente consolidado como los anillos anteriores, ya que el proceso de pavimentación de la avenida Radial 26 está en desarrollo desde noviembre de 2023. Este proyecto busca conectar la avenida Radial 26 con la avenida Canal Pedro Vélez y el octavo y noveno anillo.